# Медфілд (переписна місцевість, Массачусетс)
Медфілд (англ. Medfield) — переписна місцевість (CDP) в США, в окрузі Норфолк штату Массачусетс. Населення — 6939 осіб (2020).

## Географія
Медфілд розташований за координатами 42°11′13″ пн. ш. 71°18′1″ зх. д. / 42.18694° пн. ш. 71.30028° зх. д. (42.187011, -71.300408).  За даними Бюро перепису населення США в 2010 році переписна місцевість мала площу 13,04 км², з яких 12,82 км² — суходіл та 0,22 км² — водойми.

## Демографія
Згідно з переписом 2010 року, у переписній місцевості мешкали 6483 особи в 2403 домогосподарствах у складі 1767 родин. Густота населення становила 497 осіб/км².  Було 2506 помешкань (192/км²).
Расовий склад населення:
| - 94,4 % — білих - 3,2 % — азіатів - 0,9 % — чорних або афроамериканців - 0,1 % — корінних американців |

До двох чи більше рас належало 1,2 %. Частка іспаномовних становила 1,5 % від усіх жителів.
За віковим діапазоном населення розподілялося таким чином: 28,6 % — особи молодші 18 років, 57,9 % — особи у віці 18—64 років, 13,5 % — особи у віці 65 років та старші. Медіана віку мешканця становила 43,1 року. На 100 осіб жіночої статі у переписній місцевості припадало 91,3 чоловіків;  на 100 жінок у віці від 18 років та старших — 87,4 чоловіків також старших 18 років.
Середній дохід на одне домашнє господарство  становив 156 224 долари США (медіана — 106 700), а середній дохід на одну сім'ю — 175 877 доларів (медіана — 131 759). Медіана доходів становила 113 929 доларів для чоловіків та 90 598 доларів для жінок. За межею бідності перебувало 5,4 % осіб, у тому числі 7,7 % дітей у віці до 18 років та 6,4 % осіб у віці 65 років та старших.
Цивільне працевлаштоване населення становило 2974 особи. Основні галузі зайнятості: освіта, охорона здоров'я та соціальна допомога — 29,9 %, науковці, спеціалісти, менеджери — 18,4 %, фінанси, страхування та нерухомість — 12,1 %, роздрібна торгівля — 9,0 %.